# Fidelia pallidula
Fidelia pallidula is een vliesvleugelig insect uit de familie Megachilidae. De wetenschappelijke naam van de soort is voor het eerst geldig gepubliceerd in 1935 door Cockerell.